# Dom Wycieczkowy PTTK „Na Rozdrożu” w Korbielowie
Dom Wycieczkowy PTTK „Na Rozdrożu” w Korbielowie – nieistniejący górski dom wycieczkowy Polskiego Towarzystwa Turystyczno-Krajoznawczego w Beskidzie Żywieckim. Położony był w Korbielowie, przy ujściu potoku Buczynka do potoku Glinna, na wysokości 620 m n.p.m.

## Historia
Budynek, w którym mieścił się dom wycieczkowy został wybudowany w 1933 jako willa letniskowa. Zaraz po II wojnie światowej mieściła się w nim karczma. Około 1955, kiedy Polskie Towarzystwo Turystyczno-Krajoznawcze rozpoczęło staranie o jego pozyskanie, był niezagospodarowany. Po remoncie w obiekcie uzyskano 35 miejsc noclegowych oraz utworzono jadalnię wraz z bufetem. W latach 1965–1967 obiekt przeszedł modernizację. Rozbudowano część gastronomiczną kosztem noclegowej, w wyniku czego około 1980 w budynku znajdowało się tylko 10 miejsc noclegowych. Obiekt stał się zapleczem żywieniowym dla wycieczek wyruszających w kierunku Pilska i Babiej Góry. Celem uzupełnienia bazy noclegowej w pobliżu, w 1967 urządzono schronisko „Smrek” (obecne schronisko PTTK „Chata Baców”).
Obecnie budynek domu wycieczkowego nie istnieje. W jego miejscu znajduje się zajazd „Smrek”.

## Szlaki turystyczne
W pobliżu dawnej lokalizacji schroniska przebiegają następujące piesze szlaki turystyczne:
- Korbielów – Hala Miziowa (schronisko PTTK) – Góra Pięciu Kopców
- Korbielów – Przełęcz Przysłopy
- Przełęcz Glinne – Korbielów – Krzyżówki – Magurka – Przełęcz Jałowiecka Północna